# Molothrus oryzivorus
El tordo gigante (Molothrus oryzivorus), también denominado chamón gigante, vaquero gigante, vaquero grande, vaquero pirata y tordo pirata, es una especie de ave paseriforme de la  familia Icteridae propia de América del Sur y Central. Se reproduce desde el sur de México hasta el norte de Argentina.

## Descripción
El macho mide entre 33  y 37  cm y pesa alrededor de 200 g, y la hembra entre 28  y 32  cm y alrededor de 140 g. Es grande y negro, de alas largas, con las primarias más largas adelgazadas en el vexilo externo. La cola es más bien larga, con el final casi trunco. El pico es grueso con el culmen aplanado y convexo; el color del iris varia del blanco, naranja, verde al marrón. 
El macho adulto presenta la cabeza y el cuerpo de color negro con un lustre pupúreo, incluso un collarín grande de plumas eréctiles en el cuello, abajo de la nuca, que cuando erizadas dan la impresión de la cabeza ser pequeña. Las alas y la cola son negras con un lustre azulado.  
La hembra es más pequeña y negra con un leve tinte azulado; cuenta con un collarín rudimentario en el cuello. El pico y las patas son negras. 
Los ejemplares juveniles son más opacos y el negro es más tiznado, y exhiben flecos negros con un lustre purpúreo. El pico es amarillo marfil. El iris es amarillo o café, y presentan el collarín rudimentario en el cuello (machos) o carecen de él (hembras).

## Distribución y hábitat
Se distribuye por  Argentina; Belice; Bolivia; Brasil; Colombia; Costa Rica; Ecuador; Guayana Francesa; Guatemala; Guyana; Honduras; México; Nicaragua; Panamá; Paraguay; Perú; Surinam; Trinidad y Tobago y Venezuela.
Está asociado con bosques abiertos y el con el crecimiento de árboles de gran tamaño, pero es también el único tordo que se encuentra en el bosque profundo.

## Comportamiento
Es un ave tranquila y silenciosa, sobre todo para un icterídeo, pero el macho tiene un silbido de chilló desagradable y su sonido es shweeaa-PTCPI-PTCPI. La llamada es fuerte y su sonido es chek-chik. También es muy hábil para imitar.
 Solitario o en grupos pequeños, caminan activos por el suelo de áreas de pastaje, haciendas, campos, áreas húmedas y bordes de bosques. Vuela de forma ondulante, característica, con varias batidas rápidas de las alas y una bajada cuando las alas son cerradas.

### Alimentación
Esta ave gregaria se alimenta principalmente de insectos, y algunas semillas y frutos, como el arroz y los forrajes en el suelo o en árboles. Rara vez se posa en el ganado, a diferencia de algunos de sus parientes, pero en Brasil lo hace y también encima de otros mamíferos silvestres como capibaras, ya que eliminan las moscas del roedor y retiran garrapatas. Suele visitar comederos en haciendas.

### Reproducción
Cuando se encuentra en cortejo, el macho se posa sobre el suelo frente a la hembra, se estira hacia arriba, dobla el cuello de manera que aprieta el pico hacia abajo, contra la parte delantera del cuello, eriza el collarín de plumas del cuello como una capa iridiscente, y luego mueve el cuerpo hacia arriba y abajo.

Al igual que otros tordos, es un parásito de puesta, deposita sus huevos en los nidos de Psarocolius y Cacicus. Los huevos son de dos tipos, ya sea blanquecino y sin mancha, o azul claro o verde con manchas oscuras. Los huevos del huésped y los polluelos no se destruyen, pero no hay dudas considerables acerca de la teoría de que los tordos gigantes jóvenes se benefician de polluellos anfitriones mediante su eliminación y al comer moscas parasitarias.
Sus anfitriones icterídeos se reproducen en colonias, y defienden sus nidos con fuerza, por lo que incluso una especie grande, audaz y agresiva como ésta tiene que cubrir un extenso territorio para encontrar suficientes oportunidades para la puesta de sus huevos. Varios huevos de tordo gigante se pueden establecer en el nido de un anfitrión.

## Sistemática

### Descripción original
La especie M. oryzivorus fue descrita por primera vez por el naturalista alemán Johann Friedrich Gmelin en 1788 bajo el nombre científico Oriolus oryzivorus; localidad tipo «Cayenne, Guayana Francesa»

### Taxonomía
Anteriormente era colocado en el género Psomocolax o Scaphidura, pero tal tratamiento no fue soportado por los estudios genético-moleculares. Análisis del ADN mitocondrial indican una relación más próxima con Molothrus rufoaxillaris y Molothrus aeneus. Las variaciones geográficas son débiles; más estudios serían deseables. La subespecie impacifus es comúnmente enmendada como “impacificus” pero, en ausencia de cualquier evidencia interna en la descripción original (donde la misma forma de escrita original aparece tres veces), no hay justificativa para tal cambio de acuerdo con el Código Internacional de Nomenclatura Zoológica.

### Subespecies
Se reconocen 2  subespecies con su respectiva distribución geográfica:
- Molothrus oryzivorus impacifus (J. L. Peters, 1929) - este de México (Veracruz) hasta el oeste de Panamá.
- Molothrus oryzivorus oryzivorus (J. F. Gmelin, 1788) - centro de Panamá, al este hasta Colombia, al sur sobre la costa del Pacífico hasta el noroeste del Perú (Tumbes), y desde Venezuela, Trinidad y Tobago y las Guayanas hacia el sur al este del Perú, Bolivia, norte y noreste de Argentina (Jujuy, Salta y norte de Corrientes) y la mayoría de Brasil (sur hasta Santa Catarina; ausente en el noreste).